# 인포테라
인포테라(Infoterra Ltd)는 지형공간 제품 및 서비스를 제공하는 기업이다. 홍수 위험 분석, 네트워크 플래닝, 인도주의적 완화, 지리 매핑 등의 분야를 지원한다.
인포테라의 주요 부문 가운데 하나는 데이터 취득 및 처리이다. 관련 프로젝트 가운데 하나는 최근 데이터와 역사적 데이터를 사용한 ESA's ERS-1, ERS-2, Envisat 위성의 데이터 처리가 있다.
2001년 1월 런칭되었으며 EADS Astrium이 온전히 소유한 자회사이다.
영국 레스터에 오피스가 있다.